# Aston Butterworth
Aston Butterworth je nekdanje britansko moštvo Formule 1, ki je v prvenstvu sodelovalo v sezoni 1952. Moštvo je nastopilo le na štirih dirkah in ni osvojilo točk. Moštvena dirkača sta bila Bill Aston in Robin Montgomerie-Charrington.

## Rezultati Svetovnega prvenstva Formule 1
(legenda)
| Leto | Šasija     | Motor          | Gume   | Dirkača                       | 1   | 2   | 3   | 4   | 5   | 6   | 7   | 8   |
| ---- | ---------- | -------------- | ------ | ----------------------------- | --- | --- | --- | --- | --- | --- | --- | --- |
| 1952 | Aston NB41 | Butterworth F4 | Dunlop |                               | ŠVI | 500 | BEL | FRA | VB  | NEM | NIZ | ITA |
| 1952 | Aston NB41 | Butterworth F4 | Dunlop | Bill Aston                    |     |     |     |     | DNP | Ret |     | DNQ |
| 1952 | Aston NB41 | Butterworth F4 | Dunlop | Robin Montgomerie-Charrington |     |     | Ret |     |     |     |     |     |